# Eremochelis bidepressus
Eremochelis bidepressus es una especie de arácnido  del orden Solifugae de la familia Eremobatidae.

## Distribución geográfica
Se encuentra en Idaho y Nevada en (Estados Unidos).